# テレンス・フラグラー
テレンス・フラグラー（Terrence Flagler 1964年9月24日- ）はニューヨーク州ニューヨーク出身の元アメリカンフットボール選手。NFLのサンフランシスコ・フォーティナイナーズ、フェニックス・カージナルスでプレイした。ポジションはランニングバック。
クレムゾン大学では1986年12月27日に行われたゲイターボウルではオールアメリカンTBのブラッド・マスターを擁するスタンフォード大学に対して彼の活躍もあり1982年のオレンジボウル以来となるボウルゲーム勝利を大学にもたらした。
1987年のNFLドラフト1巡目全体25位でサンフランシスコ・フォーティナイナーズに指名されて入団した。ナイナーズでは1989年にはキックオフリターナーとして起用された。第23回スーパーボウル、第24回スーパーボウルにロースター登録され2度の優勝を味わった。第24回スーパーボウルでは試合の大勢が決した第4Qに6回のラッシングで14ヤードを獲得した。
1990年開幕前ダラス・カウボーイズに移籍した。ハーシェル・ウォーカーの移籍により先発RBとなることが期待されていたが、その年のドラフトでエミット・スミスがカウボーイズに入団し彼はトレーニングキャンプ中にカットされた。その後フェニックス・カージナルスで2年間プレイした後、フリーエージェントになり1992年7月オークランド・レイダースと契約したがロースターに残ることはできなかった。